# Triginto
Triginto è una frazione del comune lombardo sparso di Mediglia nella Città metropolitana di Milano che, oltre a possedere un'antica parrocchia, ospita gli uffici amministrativi del comune, di cui fa parte dal 1757 su ordine dell'allora governo austriaco, causando la perdita dell'autonomia comunale. Al censimento del 2001 risultava essere popolata da 1 291 abitanti.

## Monumenti e luoghi d'interesse
- Chiesa di Santo Stefano Protomartire